# Wielochowo
Wielochowo (niem. Großendorf) – wieś w Polsce położona w województwie warmińsko-mazurskim, w powiecie lidzbarskim, w gminie Lidzbark Warmiński.
Do roku 1772 była położona w granicach Rzeczypospolitej Obojga Narodów, w ramach tzw. Prus Królewskich. Powróciła w granice Polski w 1945 roku.
W latach 1975–1998 miejscowość administracyjnie należała do województwa olsztyńskiego. Wieś znajduje się w historycznym regionie Warmia.